# 峰竜太 (競艇選手)
峰 竜太（みね りゅうた、1985年3月30日 - ）は、佐賀県唐津市出身・在住のボートレーサー。
佐賀支部所属。唐津市立鬼塚中学校、佐賀県立唐津西高等学校卒業。
登録第4320号、95期。弟子に同じ支部の山田康二とその同期の上野真之介、高田明、安河内将、定松勇樹がいる。

## 来歴
- 2004年9月25日、選手登録。
- 2004年11月10日から地元唐津競艇場で開催された一般戦「西日本スポーツ杯争奪戦」初日第1Rで初出走。デビュー戦の結果は2着[1][2]。
- 2004年12月26日から福岡競艇場で開催された 一般戦「歳末特選レース」5日目（最終日）第1Rで4号艇6コースからまくりを決めて勝利[3]し、デビュー22走目で初勝利をあげ、水神祭を飾る[2]。
- 2005年4月13日から下関競艇場で開催された 一般戦「グラチャンカウントダウンシリーズ第2戦」5日目（最終日）第12R優勝戦に出走[4]し、デビュー初優出を果たす。（4着）
- 2005年11月1日から唐津競艇場で開催された 一般戦「九スポ杯争奪・唐津くんち特選」6日目（最終日）第12R優勝戦に出走し、1号艇5コースからまくりを決めて勝利[5]し、デビュー初優勝を飾る。
- 2006年、最優秀新人選手[6]に選出[7]された。
- 2007年1月13日から唐津競艇場で開催された G1「第53回全日本王者決定戦」初日第2Rに出場[8]し、G1初出走。（5着）
- 2007年5月29日から住之江競艇場で開催された SG「第34回笹川賞」初日第1Rに出走[9]し、22歳でSG初出場を果たす。（5着）
- 2009年1月29日から芦屋競艇場で開催された G1「第55回九州地区選手権」6日目（最終日）第12R優勝戦に出走し、1号艇1コースからイン逃げを決めて勝利[10]し、G1初優勝を果たす。
- 2011年5月24日から尼崎競艇場で開催された SG「第38回笹川賞」6日目（最終日）第12R優勝戦に出走[11]し、SG初優出。（5着）
- 2016年1月7日、平成27年優秀選手選考委員会が開催され、勝率8.59を記録したことにより最高勝率選手に、1着回数136回を記録したことにより、最多勝利選手に選出された[12]。
- 2017年1月6日、平成28年優秀選手選考委員会が開催され、勝率8.07を記録したことにより2回目の最高勝率選手に選出された[13]。
- 2017年3月9日、SG「第44回ボートレースオールスター」の出場選手が発表[14]され、ファン投票で16,238票を獲得し、デビュー時のころからの夢であった「ファン投票第1位」でボートレースオールスターに選出された。
- 2017年4月30日、SG「第44回ボートレースオールスター」ファン投票で16,238票を獲得し、第1位で選出された同競走の出場壮行会が地元・ボートレース唐津のGW開催中に実施された[15]。
- 2017年7月17日、ボートレース丸亀で開催された SG「第22回オーシャンカップ」6日目（最終日）第12R優勝戦に出走し、1号艇1コースからイン逃げを決めて勝利[16]し、SG11回目の優出にして念願のSG初優勝[17]を果たす。
- 2017年12月19日からボートレース住之江で開催された SG「第32回グランプリ」6日目（最終日）第12Rに出走[18]し、グランプリ優勝戦初優出。（3着）
- 2017年12月20日、1月から10月までの獲得賞金額約1億6百万円で全選手中第1位、SG競走で初優勝するなど優れた成績を挙げたため、2017年度日本プロスポーツ大賞功労賞を受賞[19]。
- 2018年1月5日、平成29年優秀選手選考委員会が開催され、勝率8.36を記録したことにより3回目の最高勝率選手に選出された[20]。
- 2018年12月19日からボートレース住之江で開催された SG「第33回グランプリ」6日目（最終日）第12Rグランプリ優勝戦に出走し、1号艇1コースからイン逃げを決めて[21]勝利し、2度目のSG優勝。この優勝で2018年の獲得賞金が2億円を突破し、自身初の賞金王が確定した。
- 2019年1月8日、平成30年優秀選手選考委員会が開催され、グランプリで優勝し、賞金獲得額・勝率が1位となるなど、年間を通じて最も優秀な成績を記録したため最優秀選手に、賞金獲得額202,924,000円で最も多い賞金を獲得したため最多獲得賞金選手に、勝率8.25を記録したことにより4回目の最高勝率選手に、全国ボートレース記者クラブ会に加入している記者による投票の結果、最高得点を獲得したことにより記者大賞に選出された[22]。
- 2019年5月21日からボートレース福岡で行われた SG「第46回ボートレースオールスター」6日目（最終日）第12R優勝戦に2号艇で出走し3着[23]となり、GRANDE5のメダルを獲得したことで史上2人目となるゴールデンレーサー賞を受賞[24]。
- 2020年1月7日、令和元年優秀選手選考委員会が開催され、勝率8.74を記録したことにより4回目の最高勝率選手に選出された[25]。
- 2020年7月21日からボートレース鳴門で開催された SG「第25回オーシャンカップ」6日目（最終日）第12R優勝戦で4号艇4コースから最内を差し抜け勝利[26]し、3度目のSG優勝を果たす。
- 2020年12月、ボートレース平和島で開催された SG「第35回グランプリ」6日目（最終日）第12R優勝戦に出走し、1号艇1コースからイン逃げを決めて勝利し、4度目のSG優勝、2回目のグランプリ制覇。
- 2021年1月6日、令和2年優秀選手選考委員会が開催され、オーシャンカップ・グランプリの2SG競走で優勝し、賞金獲得額が1位となるなど、年間を通じて最も優秀な成績を記録したため2回目の最優秀選手に、賞金獲得額253,027,000円で最も多い賞金を獲得したため2回目の最多獲得賞金選手に、勝率8.71を記録したことにより5回目の最高勝率選手に、1着回数134回を記録したことにより2回目の最多勝利選手に、全国ボートレース記者クラブ会に加入している記者による投票の結果、最高得点を獲得したことにより2回目の記者大賞に選出された[27]。
- 2021年5月26日からボートレース若松で開催された SG「第48回ボートレースオールスター」6日目（最終日）第12Rに1号艇1コースからイン逃げを決めて勝利[28]し、ファン投票第1位で選出された同大会で5回目のSG優勝を果たした。
- 2021年12月、ボートレース住之江で開催された SG「第36回グランプリ」6日目（最終日）第12R優勝戦で1号艇1コースからスタートするも、1周1マークで4号艇瓜生正義のツケマイを浴びターンマークに激突。後続の2号艇丸野一樹・3号艇平本真之が事故艇に乗り上げ、6号艇毒島誠も複数の事故艇を避けきれず、結果として自艇を含む4艇が転覆して失格、舟券の3連単・3連複が不成立になり、合計で41億1426万3700円が返還となった[29]。この返還額はボートレース史上最大となっている。
- 2022年1月6日、令和3年優秀選手選考委員会が開催され、勝率8.62を記録したことにより7回目の最高勝率選手に選出された[30]。
- 2022年2月25日、日本モーターボート競走会は第346回褒賞懲戒審議会を開催し、26日から4カ月間の出場停止処分を決定した。家事都合により2022年3月のボートレ―スクラシックは欠場とすることが決まっていたが、本懲戒により、同年5月のボートレースオールスターから2023年8月のボートレースメモリアルまでの1年3か月間SGには出場できないことになった[31]。
- 2022年6月30日からボートレース唐津で開催された 一般戦「ズバッと！！なべチャンネル杯」初日第4Rに出走し、2号艇2コースからまくりを決めて勝利[32]し 出場停止処分後の復帰戦[33]を勝利で飾ると共に、4日目（最終日）第12R優勝戦で1号艇1コースからイン逃げを決めて勝利[34]し、出場停止処分後の復帰戦を優勝で飾った。
- 2023年1月20日からボートレース若松で開催された G1「読売新聞社杯全日本覇者決定戦開設70周年記念」初日第6Rに6号艇6コースからまくりを決めて勝利[35]し、出場停止処分後のG1復帰戦を勝利[36]で飾った。
- 2023年10月24日からボートレース蒲郡で開催された SG「第70回ボートレースダービー」6日目（最終日）第12Rで1号艇1コースから逃げを決めて勝利[37]し、出場停止処分後のSG復帰戦で6回目のSG優勝を果たすと共に通算100回目の優勝、かつ史上34人目の24場制覇をSGの大舞台で同時に達成した[38]。

## 人物・エピソード
- 2017年2月6日から唐津市長に就任した峰達郎は叔父にあたる[39]。
- ボートレース唐津が生活圏内にある場所で生まれ育つ。高校時代はヨット部に所属し、インターハイ、国体、世界選手権への出場経験がある[40]。
- やまと競艇学校時代では、登録第4297号山田哲也（第25回共同通信社杯新鋭王座決定戦優勝）登録第4311号岡村仁、登録第4316号山口裕太と共に95期四天王と呼ばれた。
- コース取りにも積極的であり、同県の先輩選手に当たる上瀧和則や深川真二のように前付けで内のコースを狙ってくることもある。
- 師匠は松尾孝明（登録第2792号、引退）、山口俊英（同3051号）と共に練習に励んでいた。
- 2015年後期の級別審査以降、14期連続で期別勝率が8点を超えており、2015年から2021年まで、7年連続で最高勝率選手に選出された[41]。
- 2016年度2018年度にかけてボートレース芦屋で開催された周年記念競走 G1「全日本王座決定戦」では3連覇を果たしており、2020年度の同競走に於いても優勝をしているため、あっせんされた同競走では4回連続で優勝を果たしている[42][注 1]。
- 2019年、独自のアパレルブランド「ONE」を立ち上げた[注 2]。2020年、公式オンラインサロンも発足している。
- 2020年グランプリ制覇後、賞金で自宅の隣に別宅兼ゲストハウスを購入した[44]。
- 2021年に開催された SG第48回ボートレースオールスターではファン投票獲得票数第1位で選出され、優勝するという史上5人目の快挙となった[注 3]。
- 2021年に開催された前出の SG第36回グランプリの優勝戦では自身の不良航法に起因する事故により賭式に不成立が生じ、さらにボートレース史上最大の返還額も記録した[注 4]。2023年のグランプリ前の対談企画では、未だにこの時の転覆が夢の中などで頭をよぎるとして「いい意味で忘れるよう努力したい」と語っている[45]。
- 2022年の懲戒処分の理由としては峰自身が主催した個人的なインターネット上でのゲーム大会で、いわゆる予想屋とネット上での接触をしたことによるもの[33]が原因である。本来ボートレースの現役選手は予想屋やノミ屋などとの交流は避けなければならないことになっていたが、峰自身の理解不足により、ボートレースの信頼を失墜させようとしたものにより、出場停止処分となった。
- 2022年後期から前述の不祥事の懲罰により出走回数不足となりB1級に陥落したが、昇格条件を満たしたため翌期よりA1級に復帰。前述の通りG1への斡旋も再開されたが、SGは最速で2023年のボートレースダービーからであったが、選出基準となる期間勝率勝率を満たし、最速のSG復帰を果たした。
- 『相席食堂』（朝日放送）では、ボート―ス好きである千鳥の大悟が度々峰の話題を出すため、番組内では「4カドの峰は峰なんよ」のフレーズで知られるようになった。実際に2021年7月27日放送分の同番組では唐津市を紹介する旅人として出演し、大悟との共演を果たしている[46][47]。しかし、本人いわく「あのフレーズのせいでみんなに警戒されるので、逆に4カドで勝てなくなってきた（笑）」という[48]。
- ファンサービスにも力を入れており、自身のYouTubeチャンネルで「総額100万円分の賞品が当たる！レターパック懸賞」を行った。
- 小学2年生のときに自宅の庭でマムシに噛まれ、右手の中指の骨がマムシの毒で溶けてしまった。その影響で今でも中指は曲がらないという。そのためじゃんけんは左手で行うほか、自身の名物である「アロハポーズ」も左手を使う[49]。
- 趣味はサーフィン[44]で、ハワイにもサーフィンに出かける[50]。2023年5月1日にハワイアン航空が福岡 - ホノルル間の直行便の運航を再開した際には、一般搭乗客としてインタビューに応じている[51]。

## 獲得タイトル

### SG
- 2017年7月17日 第22回オーシャンカップ（丸亀）決まり手は逃げ。
- 2018年12月24日 第33回グランプリ（住之江）決まり手は逃げ。
- 2020年7月26日 第25回オーシャンカップ（鳴門）決まり手は差し。
- 2020年12月20日 第35回グランプリ（平和島）決まり手は逃げ。
- 2021年5月31日 第48回ボートレースオールスター（若松）決まり手は逃げ。
- 2023年10月29日 第70回ボートレースダービー（蒲郡）決まり手は逃げ。

### G1
- 2009年1月 第55回九州地区選手権（芦屋）決まり手はまくり。
- 2012年10月 第40回高松宮記念（住之江）決まり手は逃げ。
- 2013年1月 第59回浜名湖賞（浜名湖）決まり手はまくり。
- 2016年9月 第64回全日本王座決定戦（芦屋）決まり手は逃げ。
- 2017年6月 第61回太閤賞（住之江）決まり手は逃げ。
- 2017年12月 第65回全日本王座決定戦（芦屋）決まり手は逃げ。
- 2018年6月 第64回競帝王決定戦（下関）決まり手は逃げ。
- 2018年9月 第64回ウェイキーカップ（多摩川）決まり手は逃げ。
- 2019年1月 第66回全日本王座決定戦（芦屋）決まり手は逃げ。
- 2019年10月 第67回全日本覇者決定戦（若松）決まり手は逃げ。
- 2020年3月 第67回尼崎センプルカップ（尼崎）決まり手は逃げ。
- 2020年5月 第68回全日本王座決定戦（芦屋）決まり手は逃げ。
- 2020年10月 第68回京極賞（丸亀）決まり手は逃げ。
- 2021年2月 第67回九州地区選手権競走（大村）決まり手は逃げ。
- 2021年10月 開設69周年記念びわこ大賞 (びわこ) 決まり手は逃げ。
- 2023年4月 第71回ツッキー王座決定戦（津）決まり手は抜き。[注 5]
- 2023年9月 第51回高松宮記念（住之江）決まり手は逃げ。
- 2024年1月 第70回浜名湖賞(浜名湖) 決まり手は逃げ。
- 2024年2月 第70回九州地区選手権競走(芦屋) 決まり手は逃げ。

### G2
- 2014年4月 男女バトル児島モーターボート大賞（児島）決まり手は逃げ。
- 2020年7月 第2回全国ボートレース甲子園（三国）決まり手はまくり差し。

## 戦績
- 出走回数：4584回
- 1着回数：1666回
- 優出回数：257回
- 優勝回数：100回
- SG優勝回数：6回
- SG優出回数：26回
- SG出走回数：616回
- G1優勝回数：17回
- G1優出回数：61回
- G1出走回数：1504回
- フライング（F）回数：12回
- 出遅れ（L）回数：0回
- 通算勝率：7.67
- 2連対率：57.48
- 3連対率：73.89
- 生涯獲得賞金：16億149万2945円